# Manny Mota
Manuel Rafael Mota Gerónimo (Santo Domingo, 18 de febrero de 1938) es  un ex jardinero izquierdo dominicano que jugó en las Grandes Ligas de Béisbol con los Gigantes de San Francisco, Piratas de Pittsburgh, Montreal Expos y sobre todo con los Dodgers de Los Ángeles, conocido por su alto rendimiento como bateador emergente.
Ha sido entrenador de los Dodgers desde 1980, por lo que hasta la temporada de 2011, tiene 32 años consecutivos siendo entrenador para el equipo. Mota es el entrenador con más tiempo en la historia de los Dodgers, y sus 32 años consecutivos como entrenador con el mismo equipo lo convierte en la segunda persona con más tiempo en el cargo en los anales de la MLB después de Nick Altrock, quien pasó 42 temporadas consecutivas como entrenador de los antiguos Washington Senators.

## Carrera

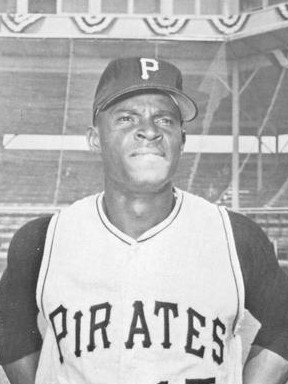
Professional baseball player Manny Mota

A la edad de 19 años, Mota demostró su capacidad de bateo la primera vez que jugó en las ligas menores con los Gigantes, para entonces con sede en Nueva York. Al final de su temporada de novato de 1962, los Gigantes lo cambiaron a los Houston Colt .45's por el infielder Joey Amalfitano (que más tarde fue colega de 16 años de Mota como entrenador de los Dodgers). Pero antes él nunca apareció en un juego oficial con Houston, que fue traspasado a los Piratas por Howie Goss llevándose a cabo el 4 de abril de 1963, y rápidamente se estableció como uno de los primeros bateadores de ligas menores. En los años siguientes con los Piratas, Mota alcanzó un promedio de .300.
En 1969, Mota fue el primer jugador seleccionado en el draft de expansión de la Liga Nacional por los Expos de Montreal. Más tarde, ese mismo año, Mota volvió a la costa oeste a través de un canje con los Dodgers. Una vez en Los Angeles, Mota se convirtió en el primer bateador emergente allí, bateando sobre .300 durante las próximas cinco temporadas.
En 1973, Mota fue seleccionado para el equipo del Juego de Estrellas de la Liga Nacional después de liderar la liga en promedio de bateo. De 1974 a 1979, Mota era continuamente llamado como emergente en la última entrada, donde promedió 10 pinch hits en seis temporadas consecutivas. Los Dodgers aparecieron en las Series Mundiales de 1974, 1977 y 1978. En 1979, Mota estableció su lugar en los libros de récords al convertirse en el líder de todos los tiempos en pinch hits. Mota tenía un swing compacto y, a menudo sólo hacía medio swing para darle a la pelota por la primera base y así hacer un hit.
En 1981, Manny apareció en su cuarta Serie Mundial, esta vez más que nada como entrenador, pero solo para ser llamado a batear como emergente cuando el juego se encontrara en la recta final. Mota se retiró como jugador de los Dodgers el año siguiente. Mota dejó una carrera reteniendo el récord de las Grandes Ligas de todos los tiempos en más pinch-hits (150), siendo rota más tarde por Mark Sweeney y Lenny Harris, y un promedio de bateo de por vida general de .304 y un promedio en pinch-hitting de .297. Su promedio de bateo de .315 es el segundo mejor (1,800 o más turnos al bate) en la historia de Los Angeles Dodgers, solo por detrás de Mike Piazza.

## Después del retiro
Mota se desempeñó como jugador y entrenador de los Dodgers durante su última temporada, y  permaneció como entrenador después de retirarse como jugador. Mota  participó nuevamente en una Serie Mundial como entrenador de los Dodgers en 1988, apariciéndo en cinco Series Mundiales.
A más de 40 años después de unirse a los Dodgers, Mota sigue siendo una parte activa tanto en el personal de entrenamiento como para la comunidad. 
Mota fue incluido en el Hispanic Heritage Baseball Museum Hall of Fame el 23 de agosto de 2003, en una ceremonia previa al partido de ese día en el Dodger Stadium.
Mota trabajó como comentarista de Fox Sports en español en el torneo televisado de la Serie Mundial de 2007.

## Familia y filantropía
En la temporada baja, Mota y  su esposa Margarita residen  en la República Dominicana, donde administran la fundación Manny Mota International Foundation. Fundada hace más de 30 años, esta organización humanitaria provee los recursos necesarios y otro tipo de asistencia a los jóvenes desfavorecidos y sus familias, tanto en la República Dominicana como en los Estados Unidos.
Dos de los hijos de Mota, Andy y José, también jugaron en las Grandes Ligas.